# Relitti di Posidonia presso Grado
Relitti di Posidonia presso Grado este o arie protejată (arie specială de conservare — SAC, sit de importanță comunitară — SCI, arie de protecție specială avifaunistică — SPA) din Italia întinsă pe o suprafață de 0,97 ha, integral marine.

## Localizare
Centrul sitului Relitti di Posidonia presso Grado este situat la coordonatele 45°40′19″N 13°22′45″E / 45.672066°N 13.379182°E.

## Înființare
Situl Relitti di Posidonia presso Grado a fost declarat arie de protecție specială avifaunistică în decembrie 2021 pentru a proteja 3 specii de animale. Alte tipuri de protecție:
- sit de importanță comunitară (în iulie 2013)
- arie specială de conservare (în iunie 2020)[1][3][4]

## Biodiversitate
Situată în ecoregiunea continentală, aria protejată conține 3 habitate naturale: Recifuri, Straturi cu Posidonia (Posidonion oceanicae), Bancuri de nisip acoperite în permanență slab de apă marină.
La baza desemnării sitului se află mai multe specii protejate:
- mamifere (1): delfin mare (Tursiops truncatus)
- pești (1): Alosa fallax
- reptile (1): Caretta caretta

Pe lângă speciile protejate, pe teritoriul sitului au mai fost identificate 19 specii de plante, 18 specii de nevertebrate, 12 specii de pești.